# Mont Sipylos
Le mont Sipylos, parfois francisé en Sipyle (en grec ancien Σίπυλος), aujourd'hui le Spil Dağı, est une montagne de Turquie qui s'élève dans la province de Manisa et domine la ville de Manisa (l'antique Magnésie du Sipyle) ainsi que la route qui relie Manisa à İzmir (l'antique Smyrne). Il culmine à 1 513 mètres d'altitude. Le mont Sipylos se trouve non loin du mont Yamanlar (en turc Yamanlar Dağı).

## Histoire

### Le Sipylos dans l'Antiquité

#### Mythologie grecque
Dans la mythologie grecque, le mont Sipylos est associé au royaume de Tantale, que la tradition disait roi de Lydie, et à ses deux enfants, Pélops et Niobé. C'est sur le mont Sipylos que Tantale recevait les dieux à sa table et qu'il leur aurait offert son fils Pélops après l'avoir tué et démembré. Pour s'être vantée d'avoir davantage d'enfants que Léto, Niobé subit la vengeance d'Artémis et d'Apollon, qui tuent tous ses enfants ; accablée de chagrin, Niobé est changée en pierre tandis qu'elle pleure ses enfants morts. Un rocher du mont Sipylos, appelé le « Rocher en pleurs », est associé à ce récit.

#### Sites archéologiques
Plusieurs auteurs antiques citent les noms de cités qui se seraient trouvées sur le mont Sipylos : Tantalis, Sipylus, Navlochon. Au IIe siècle, Pausanias mentionne l'existence dans la région d'un lac portant le nom de Tantale ainsi qu'un tombeau de Tantale « qui ne passe pas inaperçu » ; il indique qu'un « trône de Pélops » se trouve sur la crête du mont Sipylos, « au-dessus du sanctuaire de Plasténé la Grande Mère ». Les fouilles archéologiques menées dans la région du Sipylos au XIXe siècle mettent au jour plusieurs vestiges archéologiques et confirment l'existence d'un culte rendu à une déesse que les archéologues d'alors assimilent à Cybèle.